# Hoàng Nhất Khải
Hoàng Nhất Khải (tiếng Trung: 黃一楷; bính âm: Huáng Yīkǎi; 1580 – 1622) là thợ khắc mộc bản Trung Quốc hoạt động vào cuối thời Minh. 

## Thân thế
Hoàng Nhất Khải chào đời năm 1580 tại làng Cầu (虬), huyện Tân An (新安), tỉnh An Huy. Gia đình ông đã làm nghề chạm khắc nhiều thế hệ và chuyên về tranh khắc gỗ theo trường phái Huy (徽); sau khi ông vừa ra đời, cả nhà họ bèn dời đến sinh sống tại Hàng Châu.

## Nghề nghiệp
Ông đã vẽ minh họa tranh khắc gỗ cho nhiều tiểu thuyết cổ điển của Trung Quốc, bao gồm Tây sương ký Kĩ viện đích ca từ, Khuê phòng đồ phiến, Tố Nga thiên, và Mẫu đơn đình. Lianhong Zhou của Viện Kinsey ở Bloomington, Indiana từng mô tả phong cách nghệ thuật của Hoàng Nhất Khải là "nhỏ nhắn và tinh tế".

### Trích dẫn
1. 1 2  Zhou 1995, tr. 4.
2. 1 2  Zhou 1995, tr. 5.
3. ↑  "Chinese Woodblock Prints: Gardens, Art, and Commerce in Chinese Woodblock Prints". Huntington Library. Truy cập ngày 14 tháng 6 năm 2021.